# Police Story (serie cinematográfica)
Police Story, de título original cantonés Gingchat Gusi (警察故事 | mandarín: Jǐngchá Gùshì) es una serie cinematográfica china, creada en 1985 por el equipo de guionistas Golden Way Creative Group y desarrollada por Jackie Chan y Edward Tang. 

## Filmografía

### Películas principales

#### Police Story (1985)

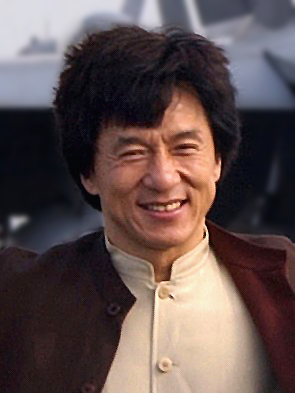
Jackie Chan protagoniza las películas principales, además de dirigir y coescribir algunas de ellas

Police Story (警察故事 en Chino) Dirigida por Jackie Chan y Chen Chi Hwa. Escrita por Chan y Edward Tang.La Real Fuerza de Policía de Hong Kong está planeando una importante operación encubierta para detener al señor del crimen Chu Tao (Chor Yuen). El Inspector Chan Ka-Kui (o Kevin Chan en algunas versiones) es parte de la operación, junto con agentes encubiertos estacionados en un barrio de Asentamiento irregular. Sin embargo, los delincuentes detectan al policía y los consiguientes a una persecución del coche corta a del través del barrio en una ladera. Ka-Kui persiste en su persecución, finalmente después de a pie como el narcotraficante intenta escapar en un autobús de dos pisos. Ka Kui arregla para ponerse en frente del autobús y llevarlo a su fin con la amenaza de disparar al conductor con su revólver.
Más tarde, Ka-Kui es reprendido por el Superintendente Li por dejar que la operación vaya de las manos, pero posteriormente se presentó a los medios de comunicación como un modelo oficial de policía. Su próxima misión es proteger a la secretaria de Chu Tao, Selina Fong (Brigitte Lin), quien planea testificar en la corte sobre las actividades ilegales de Chu Tao. Al principio, Selina insiste en que ella no necesita protección, pero después de Ka Kui tiene un descanso policía compañero en su apartamento y se hacen pasar por un asesino que empuñan cuchillos, ella se convierte en más cooperativo.
Cuando Ka-Kui llega a su apartamento con Selina, se sorprende por su novia, May (Maggie Cheung) y sus amigos, que está lanzando una fiesta de cumpleaños para él, pero de May se enoja con Ka-Kui después de ver Selina vistiendo únicamente una ropa interior y la chaqueta de Ka-Kui. Ka-Kui tarde explica a May que Selina es un testigo, pero después de tanto torpe y vergüenza, lo que la hizo salir de la escena, a pesar de que va a juicio de Chu Tao al día siguiente.
Mientras tanto, Selina descubre que el ataque en su apartamento era una farsa, y decide grabar astutamente sobre su confesión sobre el trabajo para Chu Tao que tuvo lugar en el paseo en coche allí. Ella se escapa mientras Ka-Kui está durmiendo y no está presente en el juicio al día siguiente, que termina con el fracaso de la acusación debido a la ausencia de Selina y la manipulación de la grabación.
Aunque Chu Tao está en libertad bajo fianza, que quiere vengarse de Ka-Kui. Él captura Selina y amenaza con matarla para asegurar su silencio. Ka-Kui encuentra y la libera, pero es atacado por varios de los hombres de Chu Tao. Cuando su compañero Policía Inspector Man llega (Kam Hing Ying), revela que él había estado trabajando con Chu Tao y por lo tanto la captura de Selina era más que un ardid para atrapar Ka-Kui. Para sombría sorpresa del hombre, el plan es también para incluir a los hombres de Tao matándolo con la pistola de Kui incriminarlo por asesinato. Ahora, un asesino de policías fugitivo, Ka-Kui debe tratar de atrapar Chu Tao y limpiar su nombre, tomando su superintendente como rehén con el fin de escapar de la custodia, aunque pronto deja que sus cooperativo superiores ir libres.
Selina va a la oficina de Chu Tao en un centro comercial para descargar los datos incriminatorios del sistema informático de Chu Tao. Chu Tao se da cuenta de esto, y él, y sus hombres, se apresuran al centro comercial para intervenir. Ka-Kui y May, están monitoreando las actividades de Chu Tao. En la carnicería que siguió, Ka-Kui derrota a todos los secuaces de Chu Tao (y destruye una buena parte del centro comercial). El maletín que contiene los datos de la computadora se cae al suelo piso del centro comercial, pero Chu Tao recupera después de atacar mayo. Ka-Kui, en la planta superior, se desliza hacia abajo un poste envuelto en bombillas a la planta baja y las capturas de Chu, pero el resto de la fuerza de policía llega rápidamente y le impide tomar aún más el asunto en sus propias manos. Selina da fe de los que Danny Chu mató Inspector hombre y la evidencia de sus crímenes está en el maletín. El abogado defensor de Chu aparece y acusa a la policía de la mala conducta, lo que provocó una paliza, que va a ampliar la golpiza a Chu Tao antes de ser detenido por sus amigos.

#### Police Story 2 (1988)
(警察故事續集, 1988) dirigida por Jackie Chan y Chen Chi Hwa. Escrita por Chan y Edward Tang.
Con esta secuela se cierra el "caso Koo". El inspector Chan Ka-kui ha sido degradado a la patrulla de carreteras como resultado del manejo de su caso anterior, que involucró el arresto violento del señor del crimen Chu Tao y un fuerte daño a la propiedad. El nuevo deber le agrada a su novia, May, que está contenta de que su novio ya no esté tomando casos difíciles y tenga más tiempo para verla. Sin embargo, el feliz estado de ánimo cambia cuando Ka-Kui es asaltado por Chu Tao y su mano derecha John Ko.

#### Police Story 3 (1992)
(警察故事III超級警察, 1992) dirigida por Stanley Tong. Escrita por Edward Tang, Fibe Ma y Lee Wai Yee. Desaparece el personaje del Superintendente Li. Kevin Chan es emparejado con la capitana china Jessica Yang Chien Hua (Michelle Yeoh) para realizar su primera misión internacional. Kevin es enviado a Guangzhou, donde la directora de Interpol de la fuerza de policía china, la inspectora Jessica Yang (Michelle Yeoh), le informa sobre su próxima misión. El objetivo es Chaibat, un capo de la droga con sede en Hong Kong. Para infiltrarse en la organización de Chaibat, Kevin debe acercarse al esbirro de Chaibat, Panther, que está en una prisión china. Kevin, haciéndose pasar por un pequeño prisionero criminal, ayuda a escapar a Panther con la complicidad de los guardias. Agradecido, Panther invita a Kevin a ir con él a Hong Kong y unirse a la pandilla de Chaibat, donde el policía se infiltra para intentar atrapar al criminal.

#### Police Story 4: First Strike (1996)
Mientras trabajaba para la CIA, a Chan Ka-kui (Jackie Chan) se le asignó seguir pistas de un caso de contrabando nuclear. Sigue a una mujer llamada Natasha a Ucrania, cuando se da cuenta de que había estado ocultando información vital, Ka-kui pide refuerzos y luego es arrestada. Sin embargo, el compañero de Natasha es un hombre desconocido, que resulta ser Jackson Tsui (Jackson Lou), un científico nuclear chino-americano con enlaces de la CIA, sospechoso de haber robado una ojiva nuclear.

#### New Police Story (2004)
Wing es un veterano del Cuerpo de Policía de Hong Kong. Todo el mundo conoce su nombre y su profesionalidad. Su mayor logro sería acabar con la banda de Los Cinco, un club de criminales que disfruta con los tiroteos. Durante un enfrentamiento con la banda, Wing y su equipo son traicionados y mueren todos menos él. Angustiado por el fracaso y el dolor, Wing se transforma en un solitario alcohólico de los bajos fondos. Fung, un joven que desea ser policía, le rescata de la mala vida y juntos elaboran un plan para acabar con los Cinco, aunque cuando Wing descubre las intenciones de Fung, duda de su lealtad.

## Producción
En 1985 la estrella del cine de acción hongkonés Jackie Chan creó su propio estudio cinematográfico, Golden Way Films Ltd., que distribuía a través de Golden Harvest.  La intención de Chan era tener mayor control creativo sobre sus películas. La primera película del estudio fue Police Story, que dirigió, adaptó, coreografió y protagonizó el propio Chan.
Se trata de un vehículo a su servicio que mezclaba los géneros de comedia, acción y policíaco. El gran éxito en taquilla del film, que se mantuvo diez meses en cartel en Hong Kong, generó cuatro secuelas hasta 1996. 
La película contiene muchas escenas de acción a gran escala, incluyendo una secuencia de apertura con una persecución en coche a través de un barrio de asentamiento irregular, Chan deteniendo un autobús de dos pisos con su revólver y una escena de lucha culminante en un centro comercial. Esta escena final de la película ganó el apodo de "Glass Story" por la tripulación, debido a la enorme cantidad de paneles de cristal de azúcar que se rompieron. Durante un truco en esta última escena, en la que Chan se desliza hacia abajo un poste de varios pisos de altura, las luces que cubren el polo se habían calentado considerablemente, resultando en Chan sufrir quemaduras de segundo grado, en particular para las manos, así como una lesión en la espalda y la dislocación de la pelvis en el aterrizaje.
Edward Tang, el guionista de esta película y muchos otros, dijo que él no escribió esta película como tal. Chan instruyó Tang estructurar la película de comedia en torno a una lista de objetos y lugares: por ejemplo, un centro comercial, un pueblo, un autobús, etc. En contraste con esta producción, la mayoría de las películas de Hollywood se basan en la creatividad de los guionistas para crear el PLOT en los elementos de una película, que luego se remitirá al director de filmación.
En una entrevista con Chan, se discute el truco de deslizarse por el polo cubierto de luces. Al igual que con la torre del reloj de dobles del Proyecto A (1983), Chan describió su temor ante la idea de realizar el truco. Sin embargo, durante el rodaje de Police Story, había la presión añadida de estrictas limitaciones de tiempo, ya que el centro comercial tuvo que ser limpiado y listo para los negocios de la mañana siguiente. Uno de los dobles de riesgo de Chan le dio un abrazo y un documento de oración budista, que puso en sus pantalones antes de que éste finalmente realizara el truco.
El stuntman Blackie Ko fue el doble de Chan durante el truco de moto en el que su personaje impulsa a través del cristal a un asesino a sueldo. En la escena del autobús de dos pisos, Jackie usa un paraguas de metal ya que el de madera se deslizaba cuando trataba de colgarse en el vehículo.

## Personajes principales
Kevin Chan Ka Kui (陳家駒) (interpretado por Jackie Chan), el protagonista, es un noble, osado, pero también impetuoso sargento de Policía de la excolonia, que atraviesa una problemática relación con su novia. 
May (Maggie Cheung) es la guapa y celosa novia de Kevin, tan impetuosa como él. Suele aparecer inoportunamente en sus casos de manera fortuita. Le gustaría que su novio le dedicara más tiempo a ella que a su trabajo de policía. 
Comisionado Bill Tung (Bill Tung) es el superior directo de Kevin, al que aprecia como a un hijo. En la versión Occidental recibe el apelativo de "tío Bill". 
Superintendente Raymond Li (Lam Kwok Hung) es el jefe de la división donde está asignado Kevin. Es serio y rígido.